# Peeter Heyns
 (mai 2022).
Si vous disposez d'ouvrages ou d'articles de référence ou si vous connaissez des sites web de qualité traitant du thème abordé ici, merci de compléter l'article en donnant les références utiles à sa vérifiabilité et en les liant à la section « Notes et références ».
Peeter Heyns (Anvers, 1537 - Haarlem, février 1598) est un maître d'école, poète, grammairien et géographe flamand.

## Vie et œuvre
Heyns dirige à Anvers « De Lauwerboom » (Le Laurier), une école pour filles de riches marchands, et c'est un proche de l'officina Plantiniana. Il enseigne successivement à Anvers, Cologne, Anvers (1570-1585), Francfort-sur-le-Main, Stade et à partir de 1594 à Haarlem.
Heyns écrit des pièces de théâtre utilisées pour les cours de langues étrangères. Sa grammaire française a été rééditée en 2006.
Ami du cartographe Abraham Ortelius, il rédige une traduction (rimée) néerlandaise et française de son Theatrum Orbis Terrarum, publiée en 1570 et il en crée aussi un résumé.

## Travaux
- Cort onderwijs van de huit deelen der Fransoischer talen [tot voorderinghe en profijt der Duytscher ioncheyt] (1571 en 1605), éd. par Els Ruijsendaal, Amsterdam/Münster 2006 [aussi Delft 1591]
- Spieghel der werelt, ghestelt in ryme de M. Peeter Heyns : Waer inne letterlyck ende figurelyck de gheleghentheyt, natuere, ende aert aller lands claerlyck afghebeeldt ende beschreuen wordt : niet min dienlyck voor alle wandaers, dan het heerlyck Theatrum Abrahami Ortelij den étudiants t' huys nut end noodich is, Anvers 1577
- Le miroir du monde, reduict premierement en rithme brabaçonne, par MP Heyns, et maintenant tourné en prose françoise : auquel se représente clairement & au vif, tant par figures, que caractères, la situation réelle, nature et propriété de la terre universelle : redvicte corrigée et augmentée de plusieurs belles cartes, Antwerpen 1579, Cambridge, Mass. 1990
- Epitome du théâtre du monde, Anvers 1588